# 万世橋
座標: 北緯35度41分50秒 東経139度46分16秒 / 北緯35.69722度 東経139.77111度

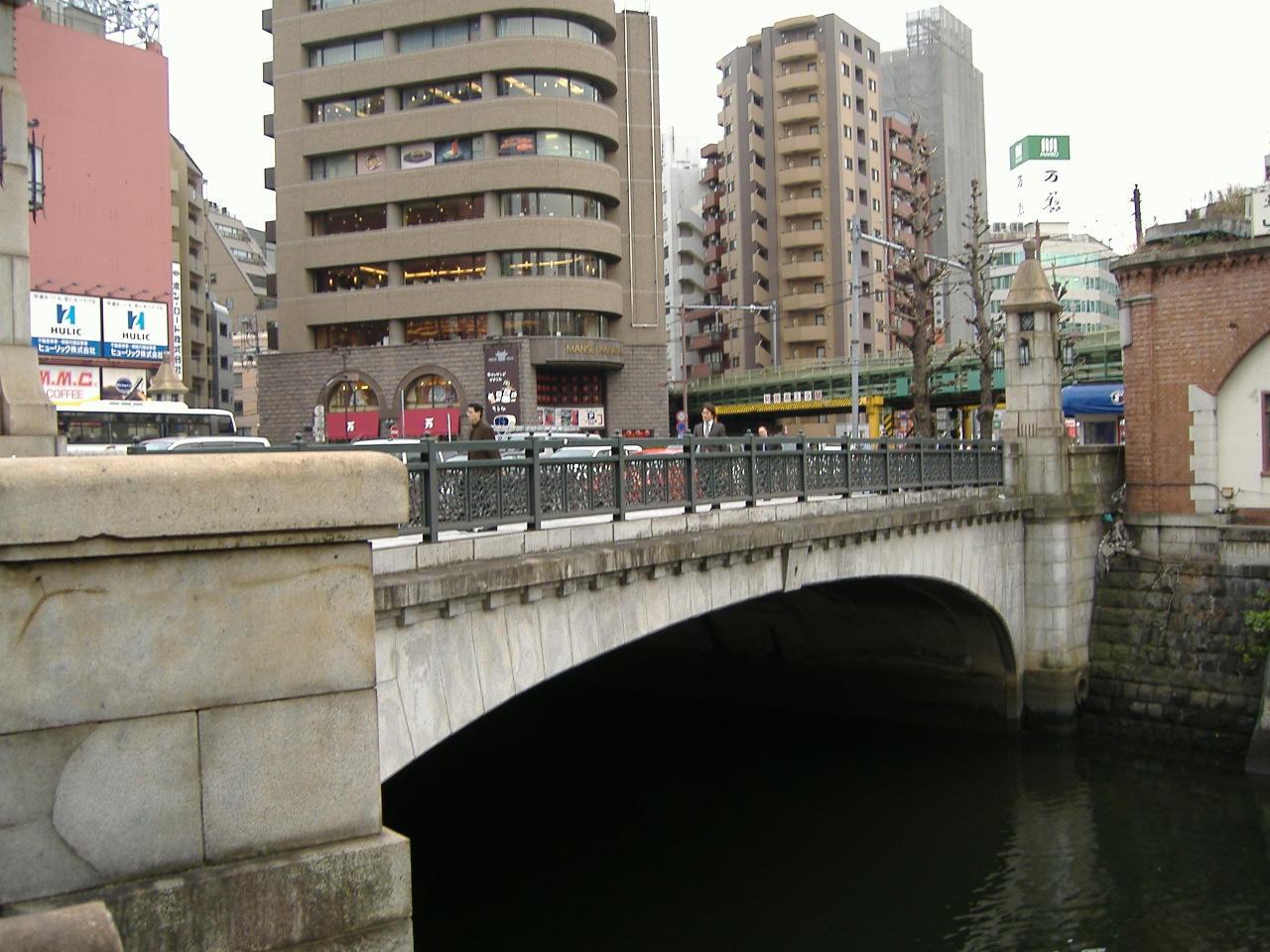
上流側左岸から見た万世橋。後方の建物は肉の万世。

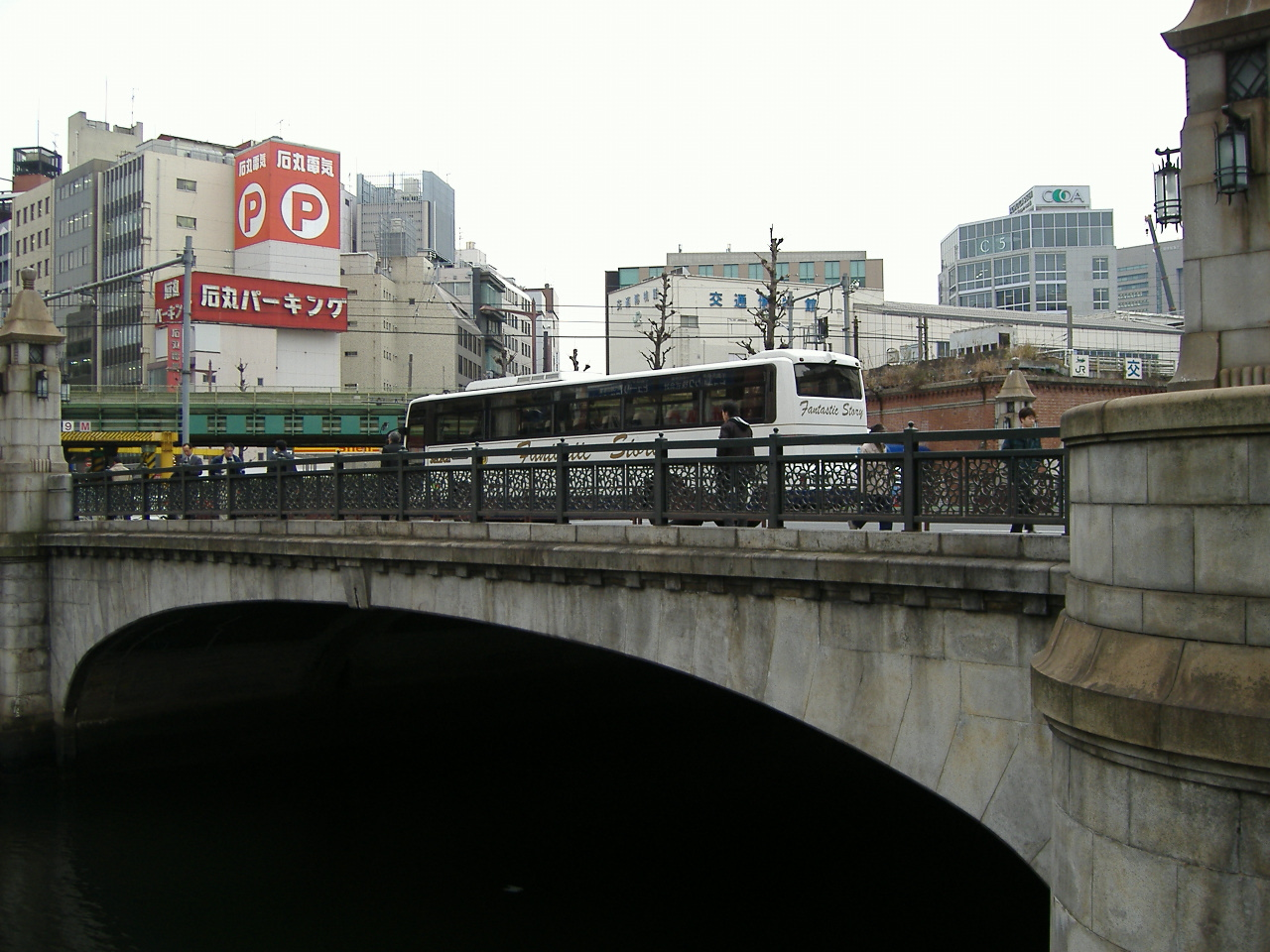
下流側左岸から見た万世橋。後方右側の建物は旧交通博物館。

万世橋（まんせいばし）は、東京都千代田区にある、神田川に架かる橋の1つ。中央通り（国道17号）上にある。

## 概要
秋葉原電気街の南端に位置し、神田駅周辺とを結ぶ橋。橋の北は東京都千代田区外神田一丁目、南は千代田区神田須田町一・二丁目で、南へ渡ってすぐ、JR中央線の万世橋架道橋ガードを潜る。
万世橋南詰のすぐ西にあった交通博物館（2006年閉館）の前を通る細い道が、1930年までの旧中央通りだった。神田駅へ向かう新中央通りと、九段・両国橋を結ぶ靖国通りが交叉する、現在の須田町交差点は1929年に作られたものである。
上流には昌平橋が、下流には鉄道橋の神田川橋梁や人道橋の神田ふれあい橋が架かる。南詰には万世橋駅や広瀬武夫と杉野孫七の銅像があったが、どれも現存しない。
日曜日・祝日の正午から午後5時（4月から9月の間は午後6時まで）は中央通りの歩行者天国のため、自動車は通行できなかったが、2008年の秋葉原通り魔事件以降、歩行者天国は中止された。2011年の再開時に万世橋を含む万世橋交差点 - 須田町交差点間は範囲から外されており、歩行者天国の実施時にも自動車が通行可能となっている。

## 歴史
万世橋の前身は2架橋が挙げられる。万世橋の地理的前身の橋は昌平橋で、近代以降に万世橋の現在地に最初に架けられた橋である。万世橋の名称上の前身は筋違橋の名称変更により筋違橋の場所（現在の昌平橋のおよそ50メートル下流）に架橋された万世橋（元万世橋）である。
本来、中山道の本道の架橋であった筋違橋は、明治以降に万世橋に名称変更された上に場所も200メートルの下流に移され、現在では中山道のバイパス道路の扱いに変貌。その反面、筋違橋に密接して併設され補助的役割だった昌平橋は、大元の中山道に沿った道筋を通っているため、現在は中山道の本道として扱われるようになった。
複数回の配置変更、名称の変更、役割の変貌などの歴史的経緯から神田川の万世橋および昌平橋の歴史は複雑を極める。
- 1676年（延宝4年）に架けられた筋違橋（すじかいばし）。当橋は、徳川将軍が寛永寺に詣でる時に渡る橋で、現在の昌平橋の数十メートル下流にあった。すぐ南に筋違見附があり、橋はその見附の付属物であった。
- 1872年（明治5年）に筋違見附が取り壊され、翌1873年（明治6年）にその石材を再利用して、筋違橋の場所にアーチ二連の石造りの橋が完成した。当時の東京府知事大久保忠寛が萬世橋（よろずよばし）と命名したが、次第にまんせいばしという音読みが一般化した。眼鏡橋とも呼ばれた。
- 上流の昌平橋が1873年に洪水に流され、1896年（明治29年）に復旧されるまでは、現在の万世橋の位置に仮木橋が架けられ、それが昌平橋と呼ばれた。この期間は、万世橋の下流に昌平橋があったことになる。
- 1903年（明治36年）、一時昌平橋と呼ばれた仮木橋の場所（現在の位置）に新万世橋が架け直され、元万世橋と名を変えた上流の眼鏡橋は1906年（明治39年）に撤去された。新万世橋は1923年（大正12年）の関東大震災で被災したが、直ちに修復された。
- 大震災後の帝都復興事業に指定され、東京地下鉄道の渡河工事に伴う水路変更の必要もあって、いったん東側下流の木製仮橋に移転した後、1930年（昭和5年）に長さ26m、幅36m、石及びコンクリート混成の現在のアーチ橋に架け替えられた。南側より北側が広い橋詰広場や、欄干袂の機械室と船着場は、地下鉄建設時の経緯による。

## 下流側南北両橋詰の地下室
橋の下流側南北両橋詰にそれぞれ地下室があり、諸説あったものの長らく用途は不明であった。
交通史同人サークルのTJ1914により建設当時の図面や資料等の調査が行われ、南側の地下室は公衆トイレ遺構、北側の地下室は詳細不明ながら荷揚場の可能性があることが判明した。調査結果は『万世橋橋詰謎施設調査発表誌』として出版された。

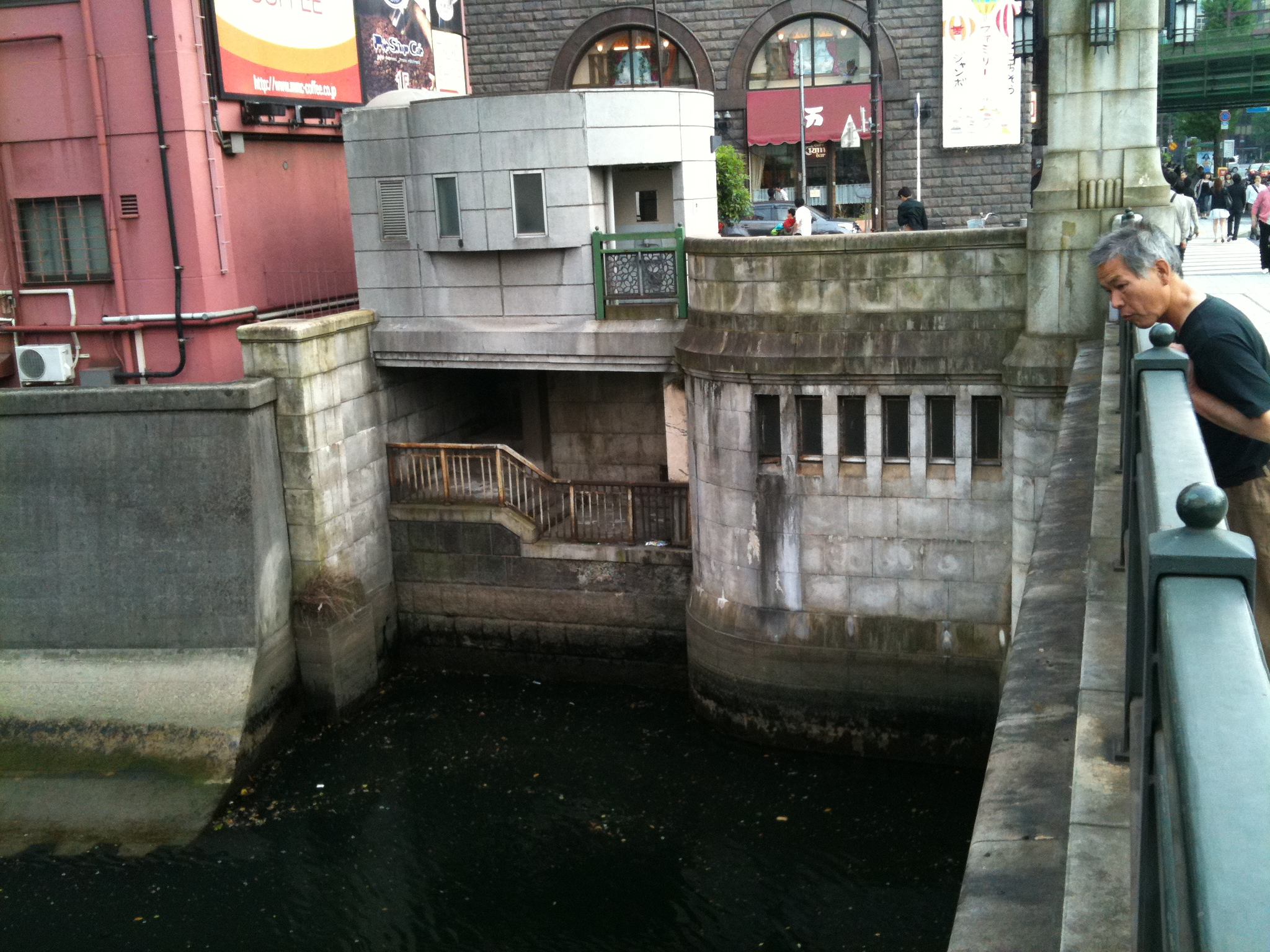
南側の地下室
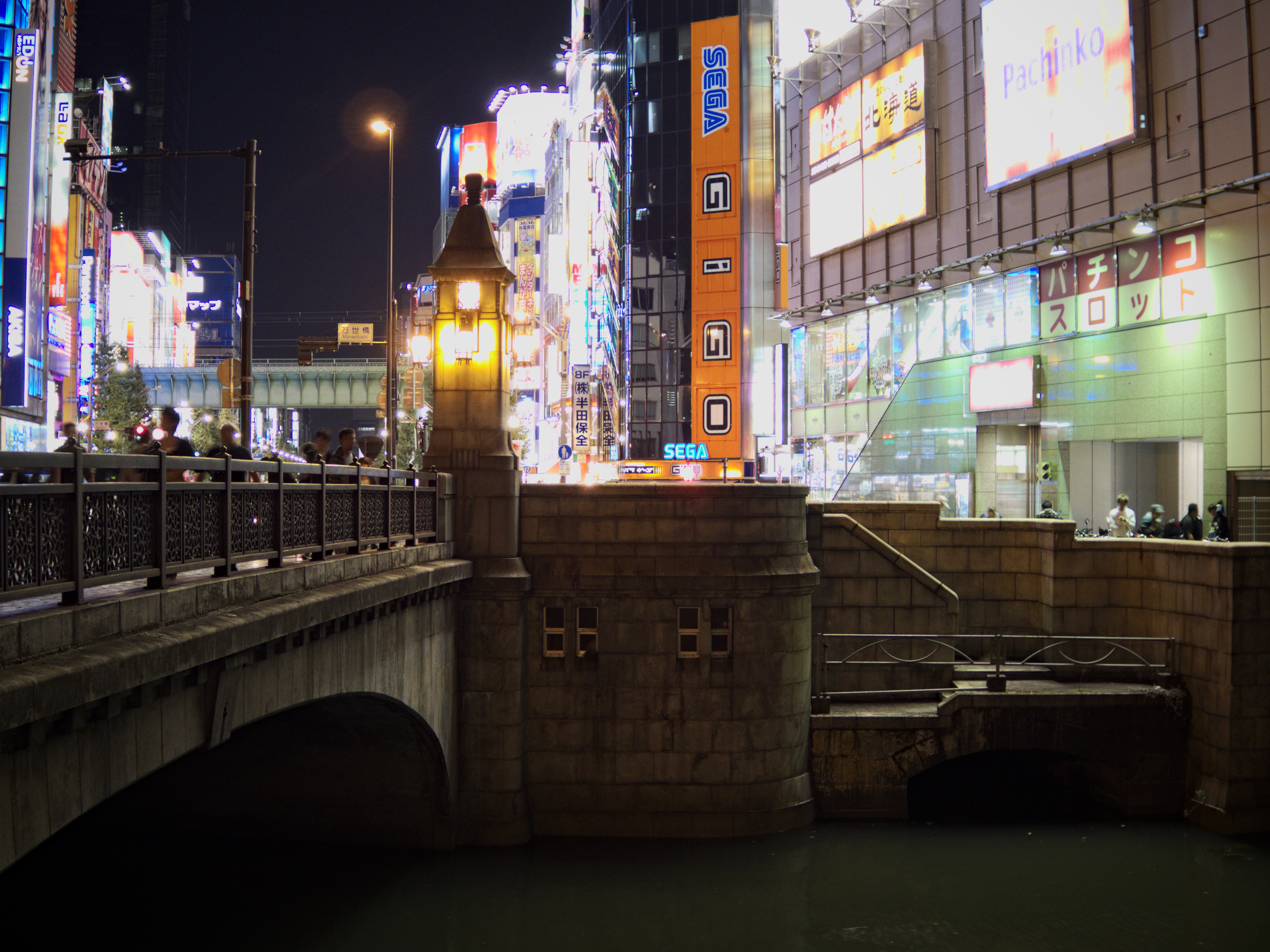
北側の地下室